# Doddamathali, Shimoga
Doddamathali là một làng thuộc tehsil Shimoga, huyện Shimoga, bang Karnataka, Ấn Độ.